# Sinibaldo Doria
Sinibaldo Doria (Gênova, 21 de setembro de 1664 - Benevento, 2 de dezembro de 1733) foi um cardeal do século XVIII

## Biografia
Nasceu em Gênova em 21 de setembro de 1664. Da ilustre Família Doria. Segundo dos seis filhos do Marquês Giovanni Battista Doria e Benedetta Spinola. Foi batizado em 21 de setembro de 1664. Outros cardeais da família foram Girolamo Doria (1529); Giovanni Doria (1604); Giorgio Doria (1743); Giuseppe Maria Doria Pamphilj (1785); Antonio Maria Doria Pamphilj (1785); e Giorgio Doria Pamfilj Landi (1816).
Estudou no Collegio Romano; e mais tarde na Universidade de Siena, onde obteve o doutorado em utroque iure, tanto em direito canônico quanto em direito civil, em 17 de agosto de 1688.
Foi para Roma em julho de 1690 e foi admitido na prelazia romana como referendário dos Tribunais da Assinatura Apostólica da Justiça e da Graça, 13 de julho de 1690. Governador de Tivoli, 13 de julho de 1690 até novembro de 1691. Governador de Fano, novembro 16, 1691 até 1693. Vice-legado em Ferrara, 1693 até 1695. Governador de Montalto, 1 de agosto de 1695 até 1698. Governador de Ascoli, 1698 até 1700. Governador de Marche, pro interinamente, 20 de novembro de 1700; governador, 3 de janeiro de 1701. Clérigo da Câmara Apostólica, 9 de dezembro de 1702. Vice-legado em Avinhão, de 4 de novembro de 1706 até 12 de novembro de 1711. Foi chamado de volta a Roma. Recebeu as ordens menores em 25 de outubro de 1711; subdiaconado, 28 de outubro de 1711; diaconato, 1º de novembro de 1711. Preceptor do arqui-hospital de S. Spritio in Sassia, Roma, no final de 1711 ou início de 1712. Abade comendador do mosteiro de S. Fruttoso di Capodimonte, Gênova. Abade comendador do mosteiro beneditino de S. Maria di Gallinaria, diocese de Albenga.
Ordenado em 4 de novembro de 1711.
Eleito arcebispo titular de Patras, em 18 de dezembro de 1711. Consagrado, em 3 de janeiro de 1712, na igreja de Santo Spirito in Sassia, Roma, pelo cardeal Fabrizio Paolucci, vigário de Roma. Na mesma cerimônia foi consagrado Benedetto Erba-Odescalchi, arcebispo titular de Tessalonica. Assistente no Trono Pontifício, 25 de dezembro de 1711. Prefeito dos Cubículos de Sua Santidade, 14 de maio de 1721 até o final do pontificado do Papa Inocêncio XIII. Nomeado consultor do Santo Ofício pelo Papa Bento XIII. Não foi bem visto na corte daquele pontífice e suportou pacientemente todas as humilhações que sofreu. Renomeado para o cargo de prefeito dos cubículos pelo Papa Clemente XII, 3 de outubro de 1730. Transferido para a sé metropolitana de Benevento, 21 de maio de 1731; sofreu muito com as intrigas do cardeal Niccolò Coscia, administrador da sé do Papa Bento XIII; fundou uma grande biblioteca, que foi posteriormente ampliada pelo cardeal Francesco Maria Banditi em 1775.
Criado cardeal sacerdote no consistório de 24 de setembro de 1731; com um breve apostólico de 26 de setembro de 1731, o papa enviou-lhe o barrete vermelho; recebeu o chapéu vermelho e o título de San Girolamo dei Croati, em 17 de dezembro de 1731.
Morreu em Benevento em 2 de dezembro de 1733. Exposto e enterrado na catedral metropolitana de Benevento